# Joseph Macerollo
Joseph Nicholas Anthony Macerollo, Ufficiale dell'Ordine del Canada (Guelph, 1º ottobre 1944), è un compositore, docente e fisarmonicista a bassi sciolti canadese; è stato nominato Ufficiale dell'Ordine del Canada nel 2013 per i suoi successi come musicista, educatore e promotore della fisarmonica a bassi sciolti sul palco delle sale da concerto.

## Biografia

### Inizi e formazione
Macerollo è nato nella città di Guelph, nella Provincia dell'Ontario, in Canada. I suoi studi di fisarmonica iniziano all'età di sei anni con Nicola Antonelli e successivamente nel 1960 con Carlo Camilleri.
Dopo aver vinto numerosi premi in concorsi e festival musicali tra la fine degli anni '50 e l'inizio degli anni '60, è apparso in diversi nightclub e successivamente ha collaborato nel 1969 con Phil Nimmons. Ha conseguito sia il Bachelor of Music nel 1965 che il Master in Musicology nel 1969 presso l'Università di Toronto.

### La carriera
Dal 1969 al 1985 ha fatto parte della facoltà del Royal Conservatory of Music di Toronto, in Canada, dove ha anche collaborato allo sviluppo del primo programma di studi per la fisarmonica a bassi sciolti. Nel 1969 è entrato a far parte anche della facoltà della Queen's University di Kingston. Negli anni successivi è stato accolto nella facoltà dell'Università di Toronto, 1972 e nel 1987 è emerso come membro di facoltà presso la Wilfred Laurier University.
Macerollo ha tenuto concerti sia alla Radio CBC che alla Televisione CBC. Ha anche collaborato con una varietà di ensemble di musica classica tra cui: la Toronto Symphony, i Chamber Players di Toronto, l'Orford String Quartet, il Purcell String Quartet, il Quartetto Gelato e la Hart House Orchestra.
Inoltre è anche autore di diversi articoli sullo sviluppo della fisarmonica come strumento musicale moderno.

### Pubblicazioni
Tra le pubblicazioni di Joseph Macerollo sono incluse le seguenti:
- Joseph Macerollo, The Unexplained Instrument, in Mcan, 1970.
- Joseph Macerollo, The Accordion In Transition, in JMChronicle, 1970.
- Joseph Macerollo, Musicians Once Laughed at the Accordion, in Canadian Music Teacher, 1971.
- Joseph Macerollo, Not Another New Music Group, in Recorder, 1974.
- Joseph Macerollo, Students Guide to the Accordion, Agincourt, 1979.
- Joseph Macerollo, Accordion Resource Manual, Avondale Press, 1980.